# Mai Sơn, Gia Nghĩa

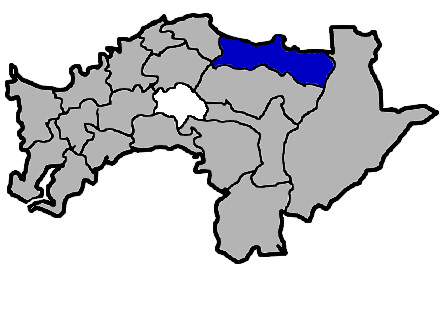
Vị trí tại huyện Gia Nghĩa

Mai Sơn (tiếng Trung: 梅山鄉; bính âm: Méishān Xiāng) là một hương (xã) của huyện Gia Nghĩa, tỉnh Đài Loan, Trung Hoa Dân Quốc (Đài Loan). Hương nằm ở phía bắc của huyện và là tâm chấn của một trận động đất vào năm 1906. Tổng diện tích của Mai Sơn là 119,7571 km², dân số vào tháng 8 năm 2011 là 21.368 người thuộc 6.697 hộ gia đình, mật độ cư trú đạt 178,4 người/km².